# Алекс Маркес
Алекс Ма́ркес Але́нта (ісп. Álex Márquez Alentá; 23 квітня 1996, Сервера, Каталонія, Іспанія) — іспанський мотогонщик, чемпіон світу з шосейно-кільцевих мотогонок серії MotoGP класі Moto3 (2014). Молодший брат іншого мотогонщика MotoGP Марка Маркеса. У сезоні 2016 року виступає в класі Moto2 за команду «Estrella Galicia 0,0 Marc VDS» під номером 73.

## Кар'єра
Першим мотоциклом Алекса став Yamaha PW50, такий же, як і у його брата Марка. У нього ще не було достатньо сил, щоб самотужки тримати рівновагу, тому на перших порах на мотоциклі був встановлений стабілізатор.
У великому мотоспорті Алекс дебютував у 2010 році у віці 14 років. Це були змагання відкритого чемпіонату Іспанії в класі 125cc з командою «Team Competition Monlau». Його менеджером став колишній чемпіон світу в класі 125cc Еміліо Альзамора. Саме того сезону його старший брат Марк виграв чемпіонат світу MotoGP в наймолодшому класі. Першу гонку чемпіонату він пропустив, оскільки йому на момент її проведення ще не виповнилось 14 років. Проте вже у другій гонці він зайняв 11-е місце. Сезон в цілому він закінчив теж на 11-у місці.
В наступному сезоні він добився значного прогресу у результатах, посівши в загальному заліку друге місце. Сезон 2012 став ще успішнішим — Алекс став переможцем чемпіонату FIM CEV Repsol Moto3.

### Дебют у MotoGP
Також в сезоні 2012 він дебютував у чемпіонаті світу з шосейно-кільцевих мотоперегонів MotoGP в класі Moto3. У першій для себе гонці в Хересі він фінішував 12-им. Всього за сезон Маркес узяв участь у 12 гонках, зайнявши у загальному заліку 20-те місце. Найкращим результатом сезону стало 6-е місце на рідному для себе Гран-Прі Каталонії, де він також проїхав найшвидше коло.
Сезон 2013 Алекс провів у команді «Estrella Galicia 0,0» під пильним оком Альзамори. Він виступав на мотоциклі KTM RC250GP, який на той час був у серії непереможним. В другій половині сезону прийшли перші успіхи: на Гран-Прі Індіанаполісу він фінішував другим, після чого видав серію із трьох третіх місць поспіль, у Великої Британії, Сан-Марино та Арагоні, а також виграв гонку у Японії. Це дозволило йому зайняти 4-е місце в загальному заліку та здобути престижну нагороду «Новачок року» (англ. Rookie of the Year).

### Золотий сезон
На сезон 2014 Алекс розглядався як один із претендентів на чемпіонство. Перед початком сезону він отримав у своє розпорядження мотоцикл Honda NSF250R, перехід на який потребував певного часу адаптації. Серед його основних конкурентів були партнер по команді іспанець Алекс Рінс, австралієць Джек Міллер та італієць Романо Фенаті.
Вже на дебютному Гран-Прі сезону у Катарі Маркес продемонстрував серйозність своїх намірів, зайнявши 2-ге місце. Проте на початку чемпіонату йому не вистачало стабільності. Так, у перших шести етапах він успішно фінішував лише 4 рази, двічі потрапивши у аварію. За підсумками першої третини сезону Маркес займав лише шосте місце, поступаючись Міллеру 44 очками. Проте тут настав переломний момент для Алекса: він виграв дві гонки поспіль, у Каталонії та Нідерландах, що дозволило йому піднятись на 3-є місце у загальному заліку з відставанням лише у 7 очок.
Після цього між гонщиками розгорнулась боротьба з перемінними успіхами. Переломний момент настав під час 14-ї гонки сезону, Гран-Прі Арагону, в якому внаслідок зіткнення Маркеса з Міллером останній вилетів з траси і припинив гонку, а Алекс фінішував на 2-му місці. Це дозволило йому обійти австралійця та вийти на перше місце у загальному заліку.
На наступній гонці у Японії Маркес здобув свою третю перемогу у сезоні, збільшивши відрив у загальному заліку до 25 очок за 3 етапи до завершення чемпіонату. Хоча Міллер і виграв дві з трьох останніх гонок, Алексу вистачило відриву для здобуття чемпіонського титулу.

### Перехід у Moto2
На сезон 2015 Алекс прийняв пропозицію і приєднався до команди «EG 0,0 Marc VDS», лідера класу Moto2. Його партнером по команді став Тіто Рабат, чинний чемпіон світу в середньому класі. Перший сезон у класі пішов у Алекса на звикання до нового мотоциклу. У 12 з 18 гонок він фінішував у заліковій зоні, а найкращими результатами стали два четвертих місця у Чехії та Великій Британії. В загальному заліку Маркес фінішував на 14-у місці.
У наступному році співпраця Алекса з командою продовжилась.

## Статистика виступів у MotoGP

### В розрізі сезонів
| Сезон | Клас   | Команда                       | Мотоцикл       | Гонки | Пер | Под | ПП | НК | Очки | Місце |
| ----- | ------ | ----------------------------- | -------------- | ----- | --- | --- | -- | -- | ---- | ----- |
| 2012  | Moto3  | Estrella Galicia 0,0          | Suter-Honda    | 11    | 0   | 0   | 0  | 1  | 27   | 20    |
| 2013  | Moto3  | Estrella Galicia 0,0          | KTM RC250GP    | 17    | 1   | 5   | 0  | 3  | 213  | 4     |
| 2014  | Moto3  | Estrella Galicia 0,0          | Honda NSF250RW | 18    | 3   | 10  | 3  | 3  | 278  | 1     |
| 2015  | Moto2  | EG 0,0 Marc VDS               | Kalex Moto2    | 18    | 0   | 0   | 0  | 0  | 73   | 14    |
| 2016  | Moto2  | Estrella Galicia 0,0 Marc VDS | Kalex Moto2    | 17    | 0   | 1   | 0  | 0  | 69   | 13    |
| 2017  | Moto2  | Estrella Galicia 0,0 Marc VDS | Kalex Moto2    | 17    | 3   | 6   | 3  | 3  | 201  | 4     |
| 2018  | Moto2  | Estrella Galicia 0,0 Marc VDS | Kalex Moto2    | 18    | 0   | 6   | 3  | 2  | 173  | 4     |
| 2019  | Moto2  | Estrella Galicia 0,0 Marc VDS | Kalex Moto2    | 19    | 5   | 10  | 6  | 5  | 262  | 1     |
| 2020  | MotoGP | Repsol Honda Team             | Honda RC213V   | 14    | 0   | 2   | 0  | 0  | 74   | 14    |
| 2021  | MotoGP | LCR Honda Castrol             | Honda RC213V   | 18    | 0   | 0   | 0  | 0  | 70   | 16    |
| 2022  | MotoGP | LCR Honda Castrol             | Honda RC213V   | 14    | 0   | 0   | 0  | 0  | 35*  | 18*   |

## Цікаві факти
- Алекс та його брат Марк є першими братами, які виграли чемпіонат світу MotoGP до 66-річну історію змагань.[2]
- Кумиром дитинства Алекса є його земляк Дані Педроса — триразовий чемпіон світу MotoGP.
- Після перемоги у чемпіонаті Moto3 в 2014-му, Алекс отримав цікавий приз від «Honda Racing Corporation» — подарунковий сертифікат на участь у тестах мотоцикла Honda RC213V, такого, на якому його брат Марк виграв чемпіонат у класі MotoGP.[4]